# Antodice pinima
Antodice pinima là một loài bọ cánh cứng trong họ Cerambycidae.